# Hans Ruffing
Hans Ruffing (* 21. Januar 1897 in Bexbach; † 27. Mai 1979 in Saarlouis) war ein saarländischer Gewerkschafter und Politiker (CVP).

## Leben und Politik
Hans Ruffing arbeitet 1920 als Sekretär beim Gewerkverein Christlicher Bergarbeiter in Saarlouis-Fraulautern. Dort war er auch von 1923 bis 1935 als Bezirksleiter beschäftigt. 1935/36 war er erwerbslos und übernahm von 1937 bis 1939 die Geschäftsführung in einer Roggenmühle. In den Jahren 1940 bis 1945 war er Kriegsteilnehmer und kam im August 1944 in Kriegsgefangenschaft. Im Mai 1946 kehrte er ins Saarland zurück und engagierte sich in der Einheitsgewerkschaft und in der CVP.
Er saß als einer von 20 Mitgliedern in der Verfassungskommission des Saarlandes. Für die CVP war er auch vom 5. Oktober 1947 bis zum 17. Dezember 1955 im Landtag des Saarlandes vertreten.
Er setzte sich für die Wiederzulassung christlicher Gewerkschaften ein und war am 24. August 1947 an der Gründung der Gewerkschaft Christlicher Saarbergleute in Burbach beteiligt und übernahm bis April 1954 den Vorsitz. Von April 1954 bis April 1958 war er als Arbeits- und Sozialdirektor der Saarbergwerke tätig.